# Porosphaerella
Porosphaerella är ett släkte av svampar. Enligt Catalogue of Life ingår Porosphaerella i ordningen Coniochaetales, klassen Sordariomycetes, divisionen sporsäcksvampar och riket svampar, men enligt Dyntaxa är tillhörigheten istället familjen Chaetosphaeriaceae, ordningen Chaetosphaeriales, klassen Sordariomycetes, divisionen sporsäcksvampar och riket svampar.
|                | Coniochaetaceae                                                                       |
|                |                                                                                       |
| Porosphaerella | \| \| Porosphaerella cordanophora \| \| \| \| \| \| Porosphaerella setosa \| \| \| \| |
|                | \| \| Porosphaerella cordanophora \| \| \| \| \| \| Porosphaerella setosa \| \| \| \| |
|                | Pseudobotrytis                                                                        |
|                |                                                                                       |
|                | Wallrothiella                                                                         |
|                |                                                                                       |
|                | Pseudogliomastix                                                                      |
|                |                                                                                       |
|                | Porosphaerella cordanophora                                                           |
|                |                                                                                       |
|                | Porosphaerella setosa                                                                 |
|                |                                                                                       |

|  | Porosphaerella cordanophora |
|  |                             |
|  | Porosphaerella setosa       |
|  |                             |